# Gaucher II de Châtillon

Brasão com as Armas da Casa de Châtillon.

Gaucher II de Châtillon (1115 — 1147) foi um nobre medieval francês e senhor de Châtillon, de Troissy e de Montjay.

## Relações familiares
Foi filho de Henrique I de Châtillon Senhor de Châtillon e de Ermengarda de Montjay. Casou com Adelaide de Roucy (1117 — 1172), filha de Hugo I de Roucy e de Adeline de Pierrefonds, de quem teve:
1. Guido II de Châtillon, Senhor de Châtillon (1140 —?) casou com Alix de Dreux.